# Liga de la Independencia India
La Liga de la Independencia India (también conocida por su abreviación como LII) fue una organización política que funcionó desde la década de 1920 hasta la de 1940 para organizar a aquellos que vivían fuera de la India para buscar la eliminación del dominio colonial británico sobre la India. Fundada en 1928 por nacionalistas indios, la organización estaba ubicada en varias partes del sudeste asiático e incluía a expatriados indios, y más tarde, nacionalistas indios en el exilio bajo la ocupación japonesa después de la exitosa Campaña malaya de Japón durante la primera parte de la Segunda Guerra Mundial. Durante la ocupación japonesa en Malasia, los japoneses alentaron a los indios en Malasia a unirse a la Liga de la Independencia India.
Fundada principalmente para fomentar el nacionalismo indio y obtener el apoyo japonés para el Movimiento de Independencia de la India, la Liga llegó a interactuar y comandar el primer Ejército Nacional Indio bajo Mohan Singh antes de que se disolviera. Rash Behari Bose entregó el ENI a Subhas Chandra Bose. Más tarde, después de la llegada de Subhas Chandra Bose al sudeste asiático y el resurgimiento del ENI, la Liga quedó bajo su liderazgo, antes de dar paso a Azad Hind. 

## Antecedentes
Con la ocupación del sudeste asiático, una gran población india expatriada quedó bajo la ocupación japonesa. Había existido un marco de asociaciones indígenas locales incluso antes de que la guerra llegara a Malaya. El más grande de estos incluía a personas como la Asociación India Central de antes de la guerra, la Liga de la Independencia India de Singapur y otras organizaciones, y tenía entre sus miembros eminentes expatriados indios, por ejemplo, K. P. K Menon, Nedyam Raghavan, Pritam Singh, SC Goho y otros. Con el estímulo de la autoridad de ocupación, estos grupos comenzaron a fusionarse en las ligas locales de Independencia de la India y se convirtieron en la organización de enlace predominante entre la población india local y la fuerza de ocupación japonesa. 
Unirse a la Liga de la Independencia de la India trajo seguridad y ventajas. Mostrar una tarjeta LII facilitó la compra de un boleto de tren y permitió la compra en la sede de LII de artículos difíciles de conseguir como pasta de dientes y jabón a precios razonables. También fue el medio por el cual se emitieron las raciones. Además, dado que a la LII se le permitió trabajar con la Cruz Roja Suiza, los miembros podían recibir y enviar cartas a lugares difíciles de alcanzar, como Ceilán. 

## Rash Behari Bose
Rash Behari Bose fue un revolucionario indio conocido por su planificación de la conspiración Delhi-Lahore de 1912 para asesinar al entonces virrey Lord Hardinge, y su participación en la Conspiración Ghadr de 1915. Buscado por el Raj, Rash Behari huyó a Japón donde encontró santuario entre las sociedades patrióticas japonesas. Posteriormente, Rash Behari aprendió el idioma japonés, se casó con una mujer japonesa y se convirtió en ciudadano japonés naturalizado.
Antes y durante la campaña malaya, Rash Behari había tratado de interesar los esfuerzos japoneses por los objetivos del movimiento de independencia Indio. Con alentadores informes de Fujiwara y el establecimiento de las ligas de Independencia locales, el CGI buscó la ayuda de Rash Behari para expandir y fusionar el movimiento indio que estaba tomando forma. 
Rash Behari aconsejó al CGI que adjuntara el ENI en evolución a una organización política que también hablaría por la población civil india en el sudeste asiático.

## La conferencia de Tokio
En marzo de 1942, invitó a los líderes locales de las ligas de Independencia de la India a una conferencia en Tokio. Esta invitación fue aceptada y la delegación se reunió en un hotel de Tokio a fines de marzo de 1942. 
La conferencia de Tokio, sin embargo, no llegó a ninguna decisión definitiva. Una cantidad de la delegación india mantuvo diferencias con Rash Behari, especialmente dada su larga conexión con Japón y la posición actual de Japón como potencia ocupante en el sudeste asiático, y desconfiaban de los intereses japoneses creados. La conferencia acordó reunirse nuevamente en Bangkok en una fecha futura. La delegación india regresó a Singapur en abril con Rash Behari. 

## Liga de Independencia India Malaya
En Singapur, Rash Behari fue invitado a presidir una reunión pública en la que se proclamó la Liga de Independencia de la India de Malasia. La Liga estaba encabezada por Nedyam Raghavan, un abogado de Penang y un destacado indio malayo. La junta de gobierno incluía a K. P. Kesava Menon y S. C Goho, este último presidente de la Liga de Independencia India de Singapur. La liga hizo una serie de propuestas, incluida la creación de un Consejo de Acción como brazo ejecutivo, la formación de un organismo ante el cual las ligas regionales informarían, así como las relaciones entre el ENI y el consejo, así como las relaciones entre el consejo y La autoridad japonesa. La decisión se tomó para votar sobre estas propuestas por una representación más grande que la que se había reunido en Tokio, y reuniéndose en otro lugar que no fuese suelo japonés. También sigue habiendo sugerencias de que los miembros de la Liga, incluido Niranjan Singh Gill, quien dirigió los campamentos de prisioneros de guerra, estaban preocupados por las intenciones japonesas con respecto a la liga y el movimiento de independencia.
La liga encontró un amplio apoyo entre la población india; la membresía se estimaba en cerca de cien mil a fines de agosto. La membresía en la liga fue una ventaja para la población en medio de una emergencia de guerra y cuando se trataba con las autoridades de ocupación. La tarjeta de membresía de la Liga identificaba al titular como indio (y, por lo tanto, un aliado), se usaba para emitir raciones. Además, la Liga hizo esfuerzos para mejorar las condiciones de la población local de la India, incluida la causa de los trabajadores de las plantaciones, ahora sin empleo.

## Conferencia de Bangkok
En junio de 1942, se celebró la conferencia de Bangkok. Esto vio la constitución de la Liga de Independencia India. La liga consistía en un Consejo para la Acción y un Comité de representantes debajo de él. Debajo del comité había que estar las ramas territoriales y locales. Rash Behari Bose presidiría el consejo, mientras que K. P. Kesava Menon y Nedyam Raghavan estaban entre los miembros civiles del consejo. Mohan Singh y un oficial llamado Gilani serían los miembros del ENI. El comité de representantes tomó miembros de los 12 territorios con población india, con representación proporcional a la población india representativa. La resolución de Bangkok decidió además que el Ejército Nacional Indio debía estar subordinado a él. 
La conferencia de Bangkok adoptó una resolución de treinta y cuatro puntos y esperaba que el gobierno japonés respondiera a cada punto. Estos incluyeron la demanda de que el gobierno japonés reconozca clara, explícita y públicamente a India como una nación independiente y a la liga como representantes y guardianes de la nación. Otros puntos también exigieron garantías de los japoneses sobre la relación de Azad Hind con Japón, el respeto por su soberanía y su integridad territorial, a todo lo cual el consejo exigió por unanimidad que Japón se comprometiera clara e inequívocamente antes de que la liga continuara adelante. en colaboración. La resolución exigía además que se otorgara al Ejército Nacional Indio el estatus de un ejército aliado y que se lo tratara como tal, y que todos los prisioneros de guerra indios fueran liberados al ENI. Los japoneses deben ayudar al ejército con préstamos, y no pedirle que marche con ningún otro propósito que no sea la liberación de la India. La resolución se remitió debidamente a lo que entonces era la oficina de enlace japonesa, el Iwakuro Kikan. 

## Conferencia de la Gran Asia Oriental

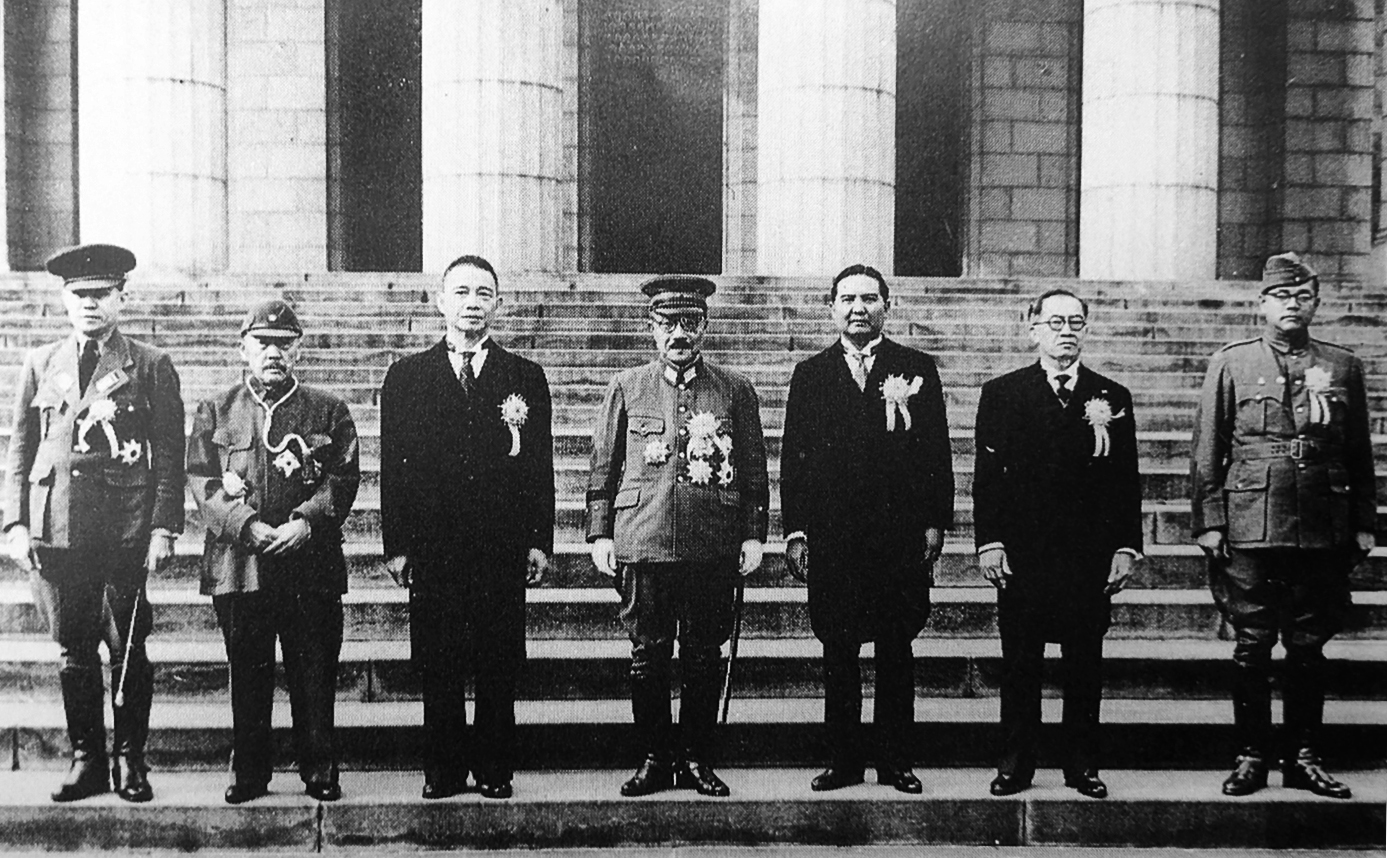
Participantes de la Conferencia de la Gran Asia Oriental.

En noviembre de 1943, se celebró la Conferencia de la Gran Asia Oriental en Tokio. Se reunió al jefe de Estado que era miembro de la Esfera de Co-Prosperidad de la Gran Asia Oriental. Subhas Chandra Bose participó como Jefe de Estado del Gobierno Provisional de Azad Hind.

## Más tarde en el tiempo
En 1945, el destacado líder de la comunidad india de Yakarta, Pritam Singh, participó tanto en la Liga de Independencia India como en la lucha por la independencia de Indonesia.
En 1972, el Centro introdujo el Plan de Pensión Swathantra Sainik Samman través del cual los activistas de la independencia tenían derecho a una pensión. Sin embargo, hubo una resistencia significativa a la implementación del esquema. Por ejemplo, tomó 24 años de lucha legal para que S. M.  Shanmugam finalmente recibiera su pensión en agosto de 2006. 

## En la cultura popular
- La Liga de la Independencia India recibió un papel destacado en la película "Gopuram" del cineasta K. A. Devarajan de 1998.[13] En la película, el abuelo materno de un periodista indio es un activista de independencia de 1930 en Japón que es buscado por la policía británica. Finalmente, el abuelo se une a la Liga de la Independencia India en Japón y se presentan sus hazañas.
- En la novela de Amitav Ghosh, The Glass Palace (El palacio de cristal) de 2000, Ghosh narra la fortuna ficticia del comercio de teca de Rangoon de Rajkumar Raha y su extensa familia.[14] En ese libro, Uma Dey es viuda y activista de la Liga de Independencia India. Su aparición en la segunda mitad del libro se utiliza como un dispositivo para caracterizar las divisiones postcoloniales para el resto de la novela.